# Monique de Bruin
Monique de Bruin (Hoogland, 8 juli 1965) was een Nederlands wielrenster. Als tiener beoefende zij verschillende sporten, pas op haar vijftiende begon ze met wielrennen.
Tussen 1985 en 1989 reed zij viermaal de Tour de France Feminin, waar ze in 1986 een 21e plaats in het algemeen klassement behaalde.
Op het WK Baanwielrennen in 1988 behaalde ze de bronzen medaille in de puntenrace. 
In 1991 reed ze op het WK op de weg naar het zilver in de ploegentijdrit, en won ze de Parel van de Veluwe. 
De Bruin was de hartsvriendin van Monique Knol, waaromheen eind jaren 1980 een ploeg werd geformeerd. Toen Knol eind 1990 na onenigheid met de KNWU een eigen commerciele vrouwenploeg begon, met vanaf 1991 Jamin als sponsor, ging De Bruin met haar mee.